# شنانعیر
شنانعیر (به عربی: شنانعير) یک منطقهٔ مسکونی در لبنان است که در شهرستان کسروان واقع شده‌است.
 شنانعیر   ۳۸۰ متر بالاتر از سطح دریا واقع شده‌است.